# Fuori Frigo
Fuori Frigo è stato un programma televisivo italiano di genere commedia, in onda in prima serata su Deejay TV dal 2012 al 2014, condotto da Fabio Alisei, Paolo Noise e Wender (già presentatori di Asganaway su Radio Deejay).
Si tratta di un programma in cui i tre conduttori commentano ironicamente dei video amatoriali in cui, similmente a Paperissima e Torta di riso, vengono mostrate persone che compiono azioni bizzarre, spesso pericolose, che il più delle volte non vanno a buon fine. Il sottotitolo "L'umanità fa schifo" (cambiato poi in "L'umanità fa ancora più schifo" nella seconda edizione, "L'umanità fa sempre più schifo" nella terza edizione, "L'umanità fa troppo più schifo" nella quarta e "L'umanità fa schifo e basta" nella quinta) viene usata per sottolineare come i personaggi mostrati nei filmati, secondo l'intenzione dei conduttori, rappresenterebbero il lato peggiore della razza umana.
La trasmissione è divisa in rubriche il cui titolo è relativo al tema dei filmati che stanno per mandare in onda. Spesso, il titolo viene improvvisato e cambiato sul momento.
Una caratteristica che viene più volte ribadita durante la trasmissione è che il commento dei conduttori è totalmente improvvisato, mentre guardano i filmati per la prima volta. Spesso, il flusso dei filmati viene interrotto per poter commentare in maniera più dettagliata un singolo video oppure in seguito a qualche commento particolarmente insensato (solitamente di Wender) da cui si sviluppano brevi digressioni di carattere comico che costituiscono delle vere e proprie sotto-rubriche del programma, come per esempio "Nat Geo Enzo", "AmarWender", "Medicina30Wender", "Cineforsum" o "CSW".
Il programma andava in onda in prima serata, per poi essere replicato più volte nell'arco del giorno, in particolare nella fascia mattutina.